# Gobius koseirensis
Gobius koseirensis — вид риб з родини бичкових (Gobiidae). Демерсальна, тропічна морська риба. Поширений виключно у Червоному морі біля берегів Єгипту та Судану.